# Østervangkirken
Østervangkirken är en kyrka i som ligger i Glostrup i Storköpenhamn, cirka 10 kilometer väster om centrala Köpenhamn.

## Kyrkobyggnaden
Kyrkan uppfördes åren 1967 - 1970 efter ritningar av Holger Jensen.
19 april 1970 invigdes kyrkan av biskop J.B. Leer-Andersen.
Kyrkorummet är en 15 meter hög cylinder byggd av tegel. Runt om kyrkorummet finns församlingslokaler med lägre höjd som omsluter kyrkorummet och bildar en större cirkel. Kyrkan har ingång i väster samt kor och altare i öster. På väggen ovanför altaret finns ett stort träkors utformat som ett Jerusalemkors.
Från början fanns en provisorisk klockstapel av trä, men 5 april 2009 invigdes nuvarande klocktorn av tegel. I klocktornet hänger två kyrkklockor gjutna år 2008 av Koninklijke Eijsbouts i Nederländerna.

## Inventarier
- Altaret är byggt av tegel och altarbordet är en stor ölandskalksten.
- Höger om altaret finns dopfunten som består av en stor granitsten runt om vilken man har murat upp tegelstenar så att funten får en fyrkantig form.
- Orgeln med 22 stämmor är tillverkad av orgelbyggarna Knud Jensen og Richard Thomsen i Hillerød. Orgeln invigdes i oktober 1972.